# 8 × 56 mm R
Die Randpatrone 8 × 56 mm R (auch 8 × 56 mm R M30S oder 8 mm Solothurn) war eine österreichische, ungarische und bulgarische Ordonnanzpatrone des 20. Jahrhunderts. Sie wurde 1930 zuerst in Österreich als M30 eingeführt.

## Geschichte

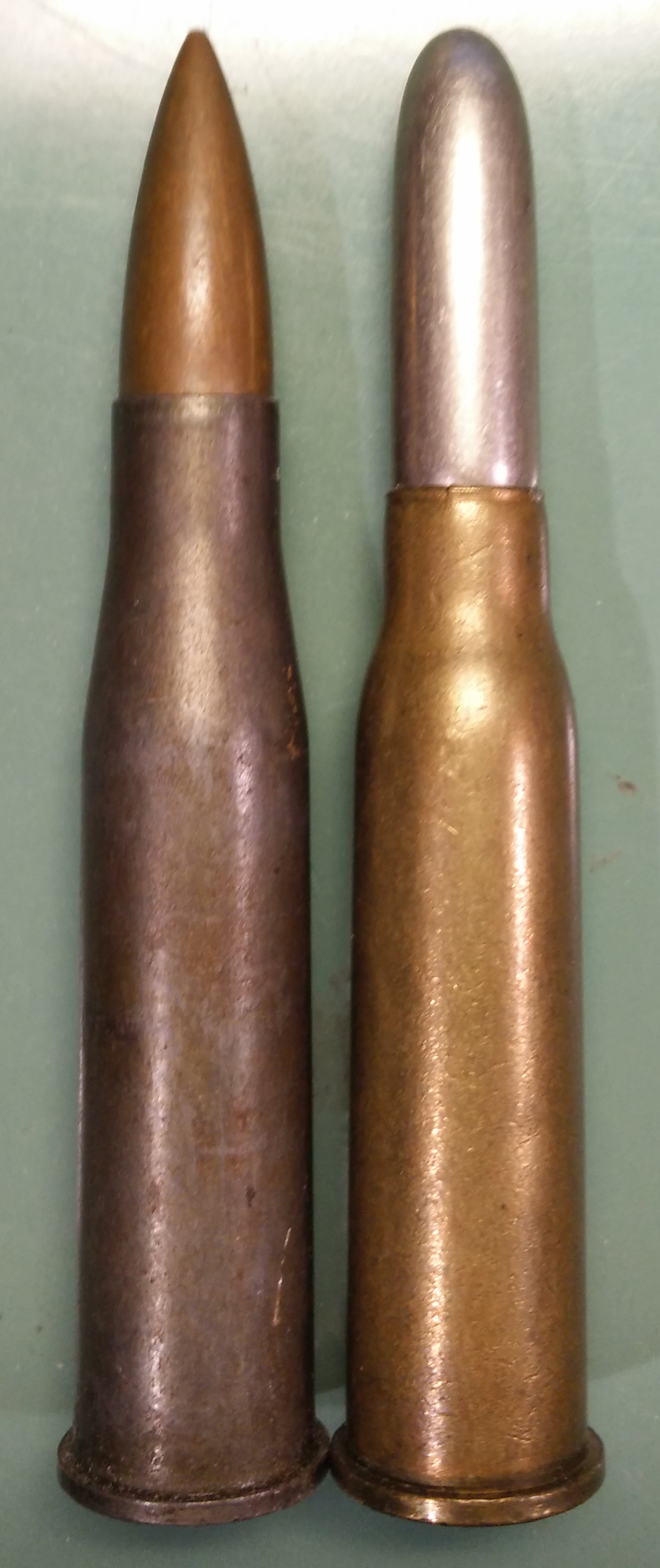
8 × 56 mm R (links), 8 × 50 mm R (rechts)

Die Patrone wurde aus der Patrone 8 × 50 mm R Mannlicher entwickelt, die noch ein Rundkopfgeschoss hatte. Um sie mit einem Spitzgeschoss zu versehen, wurde die Hülse auf 56 mm verlängert, da das aerodynamisch geformte Spitzgeschoss kürzer als das alte Rundkopfgeschoss war. Außerdem wurde der Geschossdurchmesser auf 8,35 mm vergrößert.

## Einsatz

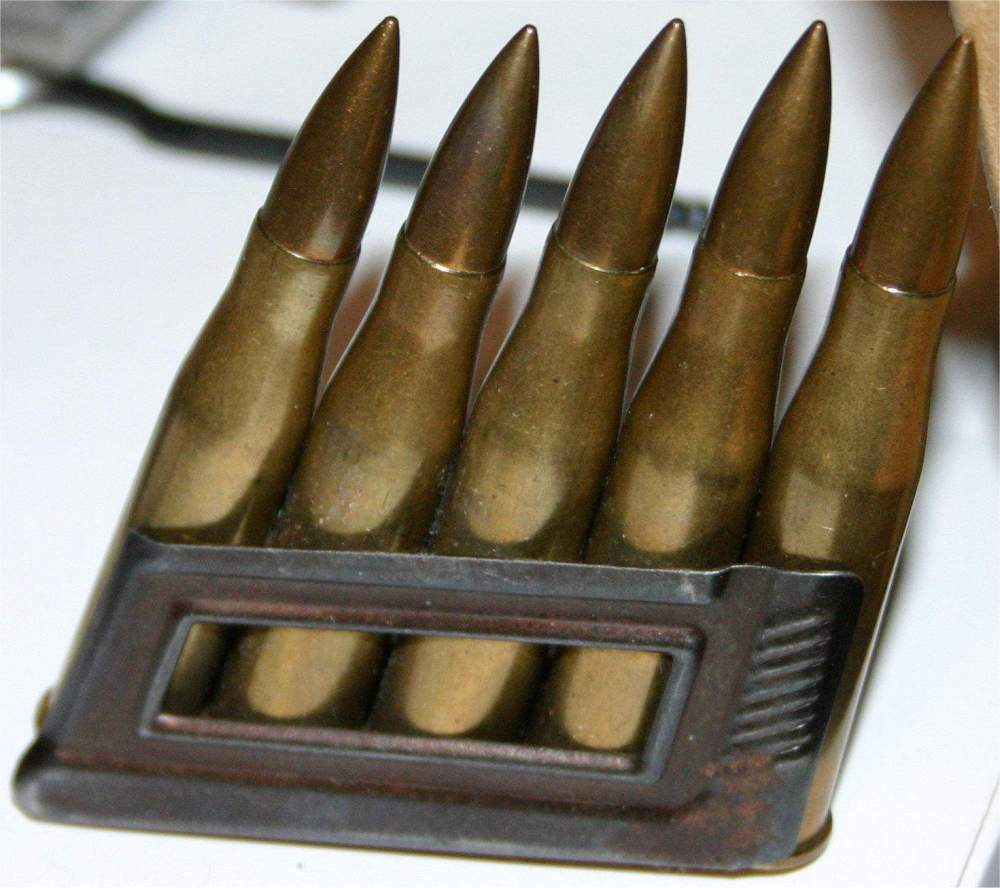
Laderahmen

Die 8 × 56 mm R wurde im Mannlicher Modell 1895 sowie in den Schwarzlose-MGs und dem MG 30 verwendet.

## Siehe auch

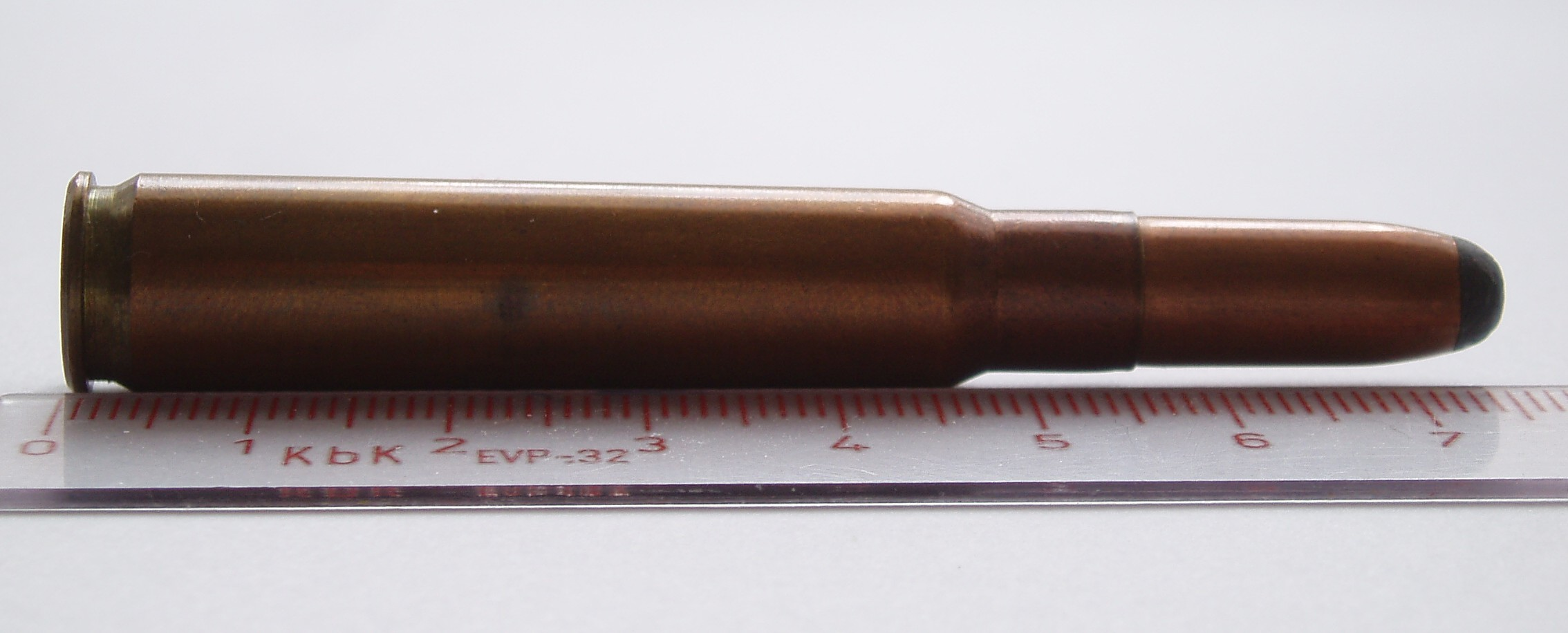
Randlose 8×56-mm-Mannlicher-Schönauer-Patrone